# Дудукалов, Алексей Иванович
 Алексей Иванович Дудукалов  (1838—1907) — заслуженный профессор Харьковского университета.

## Биография
Родился 16 (28) мая 1838 года в Харькове в семье учителя гимназии.
В 1857 году окончил Первую Харьковскую гимназию с серебряной медалью, которая дала ему возможность бесплатно посещать лекции в Харьковском университете. Проучившись пять лет на медицинском факультете Харьковского университета, весной 1862 года он выдержал выпускные экзамены и был удостоен звания лекаря с отличием и звания уездного врача; 2 июля того же года он был определён старшим ординатором хирургической факультетской клиники и все каникулы этого года занимался изучением учебно-вспомогательных пособий и принимал амбулаторных больных, за отсутствием директора этой клиники. С наступлением занятий в университете во втором полугодии 1862—1863 гг. по поручению директора хирургической клиники, вёл практические занятия по десмургии со студентами 3 курса. В 1864—1865 гг. Дудукалову, как ближайшему помощнику директора, были поручены практические занятия офтальмоскопией со студентами 4 курса. 
В мае 1867 года он защитил диссертацию на тему: «Наблюдения и опыты над восстановлением костяного небного свода» (уранопластика) и в январе 1870 года был утверждён в звании штатного доцента при кафедре хирургической факультетской клиники. В 1870 и 1873 годах был в заграничных командировках. 
В 1883 году утверждён в звании ординарного профессора. С 26 декабря 1891 года состоял в чине действительного статского советника.
В 1899 году назначен на должность ординарного профессора по кафедре оперативной хирургии и топографической анатомии. В 1893 году был утверждён в звании заслуженного профессора, а в 1898 году по окончании 35-летней службы ему было предоставлено заведование учебно-вспомогательными учреждениями по кафедре оперативной хирургии и топографической анатомии, не оканчивая срока.
Был награждён орденами: Св. Анны 2-й ст. (1887), Св. Владимира 3-й ст. (1896), Св. Станислава 1-й ст. (1899).
Умер 16 (29) мая 1907 года в Харькове.